# Thiania demissa
Thiania demissa es una especie de araña saltarina del género Thiania, familia Salticidae. Fue descrita científicamente por Thorell en 1892.
Habita en Pakistán e Indonesia.